# 聞き書 緒方貞子回顧録
『聞き書 緒方貞子回顧録』（ききがき おがたさだこかいころく）は、聞き書きによる緒方貞子の自伝
。
聞き取りは2013-4年に、約2時間ずつ計13回、野林健と納家政嗣により、JICAで行われた。
緒方に関する類似の書籍として、それまでにもいくつかのものがあった

。この『聞き書』は、より深く聞きなおしたものといえる。

## 各章の概要

### 1 子どもの頃
- 1927年、麻布区（現港区）生まれ。
- 1930年、外交官の父の勤務で、3-8歳はアメリカへ。
- 1939年、小学校4年で、はじめて日本の学校、聖心女子学院へ入学。
- 1945年3月、東京大空襲。聖心女子学院高等女学校も焼けたが、同月卒業。

### 2 学生時代
- 1948年に新学制となり、聖心女子大学の第1期生。
- 1951年に卒業し、米国留学。「日本はどうして戦争をしたのか」を考えながら国際関係論を学んだ。

### 3 満州事変研究
- 1958年帰国。片倉衷から日誌を借り出し、わからない所は質問し、1963年に満州事変の博士論文を完成[5]。
- 満州事変では、軍が作る既成事実に、政策決定に当たる人々の不決断が、引きずられていった。
- 1960年、論文を執筆しながら、日銀の緒方四十郎と恋愛結婚。

### 4 研究と教育
- 1965年、国際基督教大学非常勤講師。
- 1969年、河口湖の日米関係史会議に参加。戦前の国際主義団体について報告[6]。個々のリベラリストは組織化されずに終わってしまった。
- 1974年、国際基督教大学準教授[注 1]。
- 1980年、上智大学教授、89年学部長。

### 5 国連にかかわる仕事
注釈：
- 1968年、市川房枝の依頼で、日本政府代表団として国連総会に出席。
- 国連外交の一番重要な仕事は、いろんな国の人と知り合いになること。
- 1976年、大学を休職し、国連公使。ユニセフ執行理事会役員。
- 1978年、国連特命全権公使。
- 1979年、日本政府のカンボジア難民救済視察団団長。
- 1982年、国連人権委員会の日本代表。

### 6 国連難民高等弁務官として（上）
- 1991年2月-2000年12月、国連難民高等弁務官（UNHCR）[注 3]。
- 1991年1月に湾岸戦争。イラク軍により100万人以上のクルド人難民が発生。
- イラク内クルド人は「国内避難民」であり、それまでの難民条約の定義上の国外難民ではなかった。UNHCRがかかわるべき問題か、内部で激論。緒方は援助を決定[注 4]。
- 6月にクルド避難民は帰還を完了[注 5]。
- 1992年3月、ボスニア・ヘルツェゴビナが独立宣言。ムスリム人、セルビア人、クロアチア人の3つ巴の内戦になった。停戦合意のないまま、国内避難民に対し、UNHCRはサラエヴォなどへ物資を3年間空輸。
- 1992年11月、緒方は国連安保理に出席し、ボスニアに介入すべしと発言。
- 1995年にNATOが介入、セルビアを空爆し、デイトン合意でボスニア紛争は終わった。
- 1998年、セルビアからこんどはコソヴォが独立を企図。コソヴォ紛争で100万近い難民が発生。1999年にNATOがセルビアを空爆し、難民は帰還。

### 7 国連難民高等弁務官として（下）
- 1994年のチェチェン紛争によるロシアへの難民（これも定義上は「国内避難民」）を1995年から支援。
- 1994年4月、ルワンダ大統領を乗せた飛行機が撃墜され、フツ族のツチ族に対する100日間のルワンダ虐殺。ツチ系のルワンダ愛国戦線（RFP）が反撃。今度は100万以上のフツ族がザイールなどへ難民化。
- フツ族難民は武装化[注 6]。ツチ族のルワンダ軍はザイールの難民キャンプを攻撃、第一次コンゴ戦争に拡大。
- 1997年5月、ザイールはツチ族系反政府軍によりコンゴ民主共和国となった。UNHCRは退去を命じられ、同国内での活動は終了。

### 8 人間の安全保障
- 2001年、国連「人間の安全保障委員会」設立。アマルティア・センと共同議長。2003年に報告書。
- 1979年にソ連がアフガンへ侵攻。1989年撤退。以後もアフガンは内戦。1991年時点で、アフガン難民は600万人以上で、世界一だった。
- 1993年と2000年、緒方はアフガンを訪問。1996年からタリバンがカブールを含むアフガン南半分を占拠。
- 2001年、9.11テロ。アメリカがアフガンに介入し、カブールを統治。

### 9 日本の開発援助を指導して
- 2003年から2012年、緒方はJICA理事長。
- JICAは開発援助機関で、UNHCRと違い、平時の仕事が主。
- アフガニスタン、ミンダナオ、アフリカなどを援助。

### 終章 日本のこれからのために
- このままでは、日本は国際社会の中でいまの位置に留まることすらできないと思います。日本はもっと多様性に富んだ社会になってほしいのです。

## 緒方の言葉の例
（聖心女子大学の学長の教え）
- マザー・ブリットは「どうせ結婚すれば家庭のことに専念しなくてはならないのだから、いまはとにかく好きなだけ勉強しなさい」と繰り返し言われたものです。

（政府代表として国連総会への出席をすすめられて）
- 突然、天から降ってきたようなお話で、考えたこともなく、私は仰天するばかりでした。（中略）夫はぜひ行くべきだと申したのです。それに父（中村豊一）も、「参加してみたらどうだ」と強く励ましてくれました。

（UNHCRに就任して）
- 私は次々とスタッフに質問を連発したようで、今度の弁務官はなんでもよく訊く人だ、と言われていたとあとで聞きました。

（イラク国内クルド避難民の援助を決めたとき）
- 状況を踏まえて現実的な決断をしたまでです。（中略）国境を越えていようがいなかろうが、保護を必要とする人を保護することに変わりはありませんから。

（ボスニア・ヘルツェゴビナ紛争時）
- 安保理も動かない。安保理が決議しても各国が行動しない。安保理なんかを待っていたら、みんな死んでしまうと誰もが言っていました。

（1995年、ボスニア、スレブレニツァの虐殺後、現地民から）
- なぜもっと早く来て、惨劇を防ぐことができなかったのか、そう問い詰められました。

（ボスニア紛争が終結）
- 戦争終結に決定的だったのは、やはりNATOの空爆、それと本気で和平交渉を行ったアメリカの力だったのです。

（ルワンダ紛争で）
- 国連安保理は見て見ぬふりだったと言ってもよいくらいです。（中略）安保理は国連ルワンダ支援団を10分の1に縮小させる決定すらしました。

（ルワンダ難民キャンプは、支援物資を利用し軍事化。UNHCRは虐殺者たちを支援していると批判を受ける。）
- 虐殺を行った者たちが多数混じって、難民を実質的に支配していました。（中略）武装した者たちを、難民から引き離して、キャンプの安全を確保しなくてはならないわけです。（中略）結局、国際社会にはこうした事態に対処する適切な手段がなかったのです。

（もう一度、UNHCRの高等弁務官をしてくれないかという話があったらどうしますか、という質問に）
- もう一度？冗談じゃないです。こんなに大変だと知っていたら、やりませんでした（笑）。

（2000年12月、UNHCR任期終了）
- いずれにしても、アフガニスタンについては大きな進展がないまま、難民高等弁務官としての私の任期は切れたのです[注 7][注 8]。